# Herzogskasten (Abensberg)

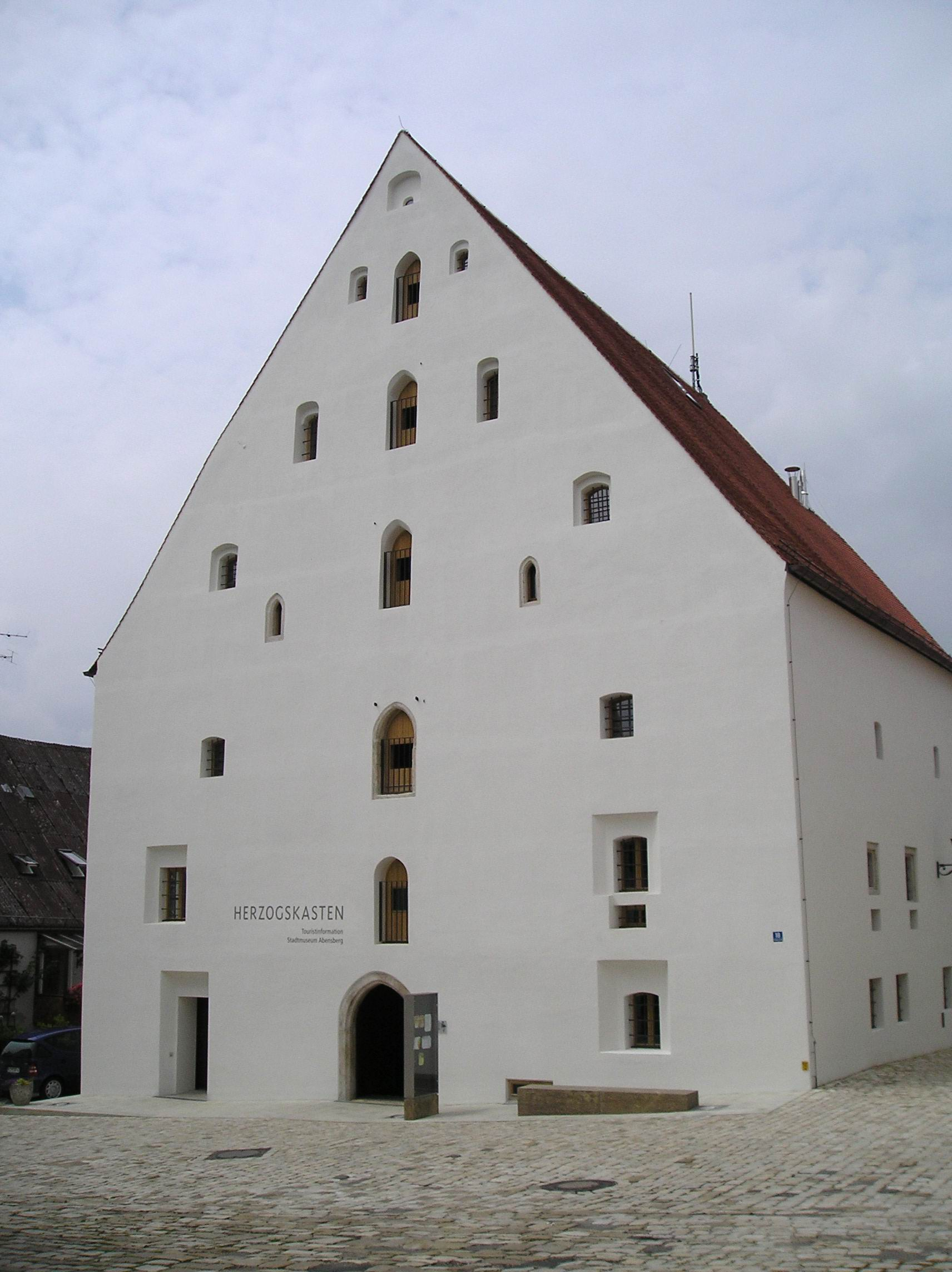
Der Herzogskasten in Abensberg nach der Sanierung

Der Herzogskasten in Abensberg ist ein gotischer Profanbau. Er diente ursprünglich als Getreidespeicher (Zehentstadel) und Lagerhaus für sonstige Güter. Heute beherbergt er das Stadtmuseum Abensberg und die Touristinformation (Dollingerstraße 18).

## Geschichte des Gebäudes
Der Herzogskasten von Abensberg wurde in seiner ursprünglichen Form etwa zwischen 1450 und 1480 aus Bruchsteinmauerwerk erbaut und gehörte zum Abensberger Schloss in unmittelbarer Nachbarschaft. Im Salbuch der Herrschaft Abensberg von 1467 heißt es: „Hernach ist verschiben und vermergkt der Herrschaft zu Abennsperg gult, alle große und klaine, an getraide, pfenningen, und anderm, wie die genant ist, gehorent zue dem kasten des sloß und stat Abennsperg.“ Es kann sich zwar bei dem erwähnten Gebäude auch um einen Vorgängerbau gehandelt haben, dendrochronologische Untersuchungen haben jedoch 2001 ergeben, dass der jetzige Herzogskasten in der zweiten Hälfte des 15. Jahrhunderts errichtet wurde. Zu dieser Zeit regierten allerdings noch die Herren von Abensberg; erst später fielen Stadt und Speicher an die bayerischen Herzöge. Die früher ebenfalls gebräuchliche Bezeichnung „Troadstadel“ weist auf seine ursprüngliche Funktion als Kornspeicher hin (Troad bedeutet Getreide).
Etwa um 1597 wurde das Gebäude teilweise abgebrochen, die einzelnen Stockwerke wurden erhöht und ein mächtiger neuer Dachstuhl wurde errichtet. Das Gebäude verfügt seitdem über drei Voll- und drei Dachgeschosse. Ein Teil wurde mit einem Tonnengewölbe unterkellert. Dieser Keller ist ein nachträglicher Einbau, der jedoch nicht datiert werden kann.
Im Österreichischen Erbfolgekrieg wurden im Herzogskasten militärische Güter gelagert; nach der Schlacht von Abensberg diente er zur Unterbringung der Kriegsgefangenen. Im Jahre 1863 erwarb die Stadt Abensberg das Gebäude vom Königreich Bayern. Um diese Zeit erfolgte der folgenreichste Eingriff in die historische Bausubstanz. Um die städtische Hopfen-Präparier-Anstalt unterbringen zu können, wurde ein großer Schacht durch sämtliche Stockwerke gebrochen. Unter anderem wurden ein Kamin für die Hopfendarre, ein Lastenaufzug sowie mehrere Holztreppen eingebaut und dabei erhebliche Teile der historischen Holzdecken zerstört. Von 1961 bis 1985 war der Herzogskasten als Lager- und Verkaufsgebäude an einen Möbelhändler verpachtet.
Nachdem die Stadt Abensberg das Gebäude zwischenzeitlich verkauft hatte, zerschlugen sich die Pläne zur Umwandlung in ein Wohnhaus. Sie kaufte das in einem schlechten Zustand befindliche Gebäude zurück und begann 2001 mit der Planung für eine Sanierung. Nach deren Abschluss sollten dort die Touristinformation sowie das bis dahin über dem Kreuzgang des Karmelitenklosters befindliche Aventinusmuseum untergebracht werden.

## Sanierung und heutige Nutzung
Im Zuge der Sanierung mussten nicht nur verfaulte Dachsparren erneuert, feuchtes Mauerwerk getrocknet und Fundamente verstärkt werden. Besondere Probleme bereitete den Planern auch der Brandschutz. Das Gebäude war naturgemäß nicht für einen großen Publikumsverkehr ausgelegt; der Ein- bzw. Anbau zusätzlicher Fluchttreppenhäuser war außerdem aus denkmalschützerischen Gründen nicht möglich. Aus diesem Grund wurde im Bereich der im 19. Jahrhundert erfolgten Deckendurchbrüche ein „Überdrucktreppenhaus“ eingebaut. Im Brandfall schließen sich die Türen zu den einzelnen Stockwerken, starke Gebläse im Keller erzeugen einen Überdruck und verhindern, dass Rauch in das Treppenhaus eindringt.
Gleichzeitig mit der Sanierung wurde ein Nutzungskonzept erarbeitet. Im Herzogskasten sollte sowohl die Touristinformation als auch das neue Stadtmuseum der Stadt Abensberg untergebracht werden. Diese doppelte Nutzung ermöglicht die durchgehende Öffnung des Museums.
Das Stadtmuseum Abensberg geht in seinen Ursprüngen auf das Ende des 19. Jahrhunderts zurück. Peter Paul Dollinger und Nikolaus Stark gründeten 1865 eine lokalhistorische Sammlung, die ab 1899 im Rathaussaal zu sehen war. Am 11. Juni 1926 wurde der Abensberger Heimatverein gegründet, der eine heimatkundliche Sammlung aufbaute. Eine der treibenden Kräfte war dabei Franz Xaver Osterrieder. Diese Sammlung war zuerst im so genannten Heimathaus der Öffentlichkeit zugänglich. 1946 legte man beide Sammlungen zusammen und zeigte sie in einer Ausstellung im Abensberger Rathaus, die von Alfons Listl betreut wurde. 1963, nach der Restaurierung des Karmelitenklosters, entstand über dem Kreuzgang ein neues Museum, das so genannte Aventinusmuseum, unter der Leitung von Fritz Angrüner. Im Jahre 2002 übereignete der Heimatverein Abensberg seine Sammlung der Stadt. Vor der Unterbringung im neuen Domizil erarbeitete Maria Rind unter Mitwirkung der Landesstelle für die nichtstaatlichen Museen in Bayern ein völlig neues Ausstellungskonzept. Den Besuchern stehen nun Audioguides und mehrere Medienterminals zur Verfügung, wo unter anderem Filme und Tondokumente betrachtet bzw. angehört werden können.
Die sieben Stockwerke sind folgendermaßen eingeteilt:
- Kellergeschoss: Darstellung des jungsteinzeitlichen Arnhofener Feuersteinbergwerks
- Erdgeschoss: Touristinformation, Museumsshop, Garderobe
- 1. Obergeschoss: Raum für Sonderveranstaltungen und -ausstellungen
- 2. Obergeschoss: Von der Burg zur Stadt – Stadtgeschichte vom Mittelalter bis nach dem Zweiten Weltkrieg
- 3. Obergeschoss: Leben in der Stadt – Handwerke, regionale Wirtschaft und häuslicher Alltag
- 4. Obergeschoss: Religiöses Leben in und um Abensberg – Kirchen, Klöster, Wallfahrten und religiöse Kunst, einschließlich der Kaiserkrippe von Sebastian Osterrieder
- 5. Obergeschoss: Berühmte Söhne der Stadt und Forschungszelle Herzogskasten.

Berühmte Söhne waren:
- Johannes Aventinus (1477–1534), bayerischer Geschichtsschreiber
- Aloisius Wiguläus Kreittmayr (1705–1790), bayerischer Minister und bedeutender Jurist (allerdings nicht in Abensberg selbst geboren)
- Joseph von Hazzi (1768–1845), bayerischer Beamter und Aufklärer

Die Forschungszelle ist eine kleine Präsenzbibliothek (in Zusammenarbeit mit der Universitätsbibliothek Regensburg) und verfügt über zwei Computerarbeitsplätze.
Am 7. Juli 2006 erfolgte die feierliche Eröffnung des renovierten Herzogskastens in Anwesenheit des bayerischen Innenministers Günther Beckstein. Mittlerweile hat das Museum mehrere Sonderausstellungen gezeigt, etwa über den Abensberger Künstler Ferdinand Kieslinger, die Abensberger Stadtentwicklung, die Abensberger Motorsportgeschichte und über die Kulturgeschichte der Weihnachtskrippe.